# حكومة علي مجور
حكومة علي مجور هي حكومة يمنية، كُلف علي محمد مجور بتشكيلها في 31 مارس 2007 بقرار جمهوري. وشكلت في 5 أبريل 2007.

## تشكيل الحكومة
أصدر رئيس الجمهورية علي عبد الله صالح قرار جمهوري بتكليف الدكتور علي محمد مجور تشكيل الحكومة الجديدة في 31 مارس 2007م.

## إقالة الحكومة
أصدر رئيس الجمهورية السابق علي عبد الله صالح في 20 مارس 2011 م قرار جمهوري قضى بإقالة الحكومة وتكليفها بتصريف الأعمال.
وأتى قرار إقالة الحكومة بعد استقالة ثلاثة وزراء منها، واستباقاً لاستقالة المزيد، احتجاجاً على مجزرة جمعة الكرامة التي ارتُكبت بحق المعتصمين في ساحة التغيير بصنعاء والتي أودت بحياة ما يقارب 52 شخصاً وإصابة ما يقارب 600 مدني بالرصاص الحي والقنابل المسيلة للدموع.
وأعلن صالح حالة الطوارئ بعد خمسة أيام في تاريخ 23 مارس 2011 ووافق البرلمان على إعلان حالة الطوارئ، التي أتاحت الرقابة على الإعلام ومنعت التظاهر وأعطت قوات الأمن سلطات موسعة بتوقيف واحتجاز المشتبهين دون عملية قضائية. المعارضة اليمنية والنواب المستقلون والمستقيلون من الحزب الحاكم طعنوا في شرعية حالة الطوارئ بسبب عدم وجود قانون طوارئ في دستور اليمن وبسبب عدم اكتمال النصاب في أعداد النواب، الجدير بالذكر أن القانون الذي استند إليه التصويت يعود إلى زمن جمهورية اليمن الشمالي الذي يعود 1963 فيما قبل الوحدة مع الجنوب سنة 1990، وهذا كما يذكر بعض المعارضين أنه نسف للوحدة اليمنية بالاستناد على قانون قبل الوحدة.

## حكومة علي مجور
| المنصب                                  | الوزير                     | ملاحظة                                                                         |
| --------------------------------------- | -------------------------- | ------------------------------------------------------------------------------ |
| رئيس الوزراء                            | علي محمد مجور              |                                                                                |
| وزارة المالية                           | نعمان الصهيبي              |                                                                                |
| وزارة الخارجية                          | الدكتور أبو بكر القربي     |                                                                                |
| وزارة الدفاع                            | اللواء محمد ناصر أحمد علي  |                                                                                |
| وزارة الداخلية                          | مطهر رشاد المصري           |                                                                                |
| وزارة الكهرباء                          | مصطفى يحيى بهران           |                                                                                |
| وزارة الإعلام                           | حسن أحمد اللوزي            |                                                                                |
| وزارة النفط والمعادن                    | خالد محفوظ بحاح            |                                                                                |
| وزارة العدل اليمنية                     | غازي شائف الأغبري          |                                                                                |
| وزارة الزراعة والري                     | منصور احمد الحوشبي         |                                                                                |
| وزارة التربية والتعليم                  | عبد السلام محمد الجوفي     |                                                                                |
| وزارة الثقافة                           | محمد أبو بكر المفلحي       |                                                                                |
| وزارة النقل                             | خالد إبراهيم الوزير        |                                                                                |
| وزارة الشباب والرياضة                   | حمود محمد عباد             |                                                                                |
| وزارة الصناعة والتجارة                  | سيف العسلي                 |                                                                                |
| وزارة الاتصالات وتقنية المعلومات        | كمال الجبري                |                                                                                |
| وزارة التعليم العالي والبحث العلمي      | صالح علي باصرة             |                                                                                |
| وزارة الصحة العامة والسكان              | عبدالكريم يحيى راصع        |                                                                                |
| وزارة الأوقاف والإرشاد                  | حمود الهتار                | استقال في 19 مارس 2011 احتجاج على مجزرة جمعة الكرامة خلال ثورة الشباب اليمنية. |
| وزارة حقوق الإنسان                      | هدى علي البان              | استقالت في 20 مارس 2011 احتجاج على مجزرة جمعة الكرامة خلال ثورة الشباب اليمنية |
| وزارة الشؤون الاجتماعية والعمل          | أمة الرزاق علي حمد         |                                                                                |
| وزارة الشئون القانونية                  | رشاد أحمد الرصاص           |                                                                                |
| وزارة الاشغال العامة والطرق             | عمر عبد الله الكرشمي       |                                                                                |
| وزارة السياحة                           | نبيل حسن الفقيه            | استقال في 19 مارس 2011 احتجاج على مجزرة جمعة الكرامة خلال ثورة الشباب اليمنية. |
| وزارة الثروة السمكية                    | محمود الصغيري              |                                                                                |
| وزارة المياة والبيئة                    | عبد الرحمن فضل الأرياني    |                                                                                |
| وزارة شئون المغتربين                    | صالح حسن سميع              |                                                                                |
| وزارة الخدمة المدنية والتأمينات         | نبيل عبده شمسان            |                                                                                |
| وزارة التخطيط والتعاون الدولي           | عبد الكريم إسماعيل الارحبي |                                                                                |
| وزارة الإدارة المحلية                   | عبد القادر هلال            |                                                                                |
| وزارة التعليم الفني والتدريب المهني     | إبراهيم عمر حجري           |                                                                                |
| وزيرا للدولة أميناً للعاصمة              | يحيى محمد الشعيبي          |                                                                                |
| وزيرا للدولة لشئون مجلس الوزراء         | جوهرة حمود ثابت            |                                                                                |
| وزيرا للدولة لشئون مجلسي النواب والشورى | عدنان عمر الجفري           |                                                                                |
| وزيرا للدولة عضو مجلس الوزراء           | شائف عزي صغير              |                                                                                |

## التعديل الوزاري في 19 مايو 2008م
1. الدكتور/ رشاد محمد العليمي – نائباً لرئيس الوزراء لشؤون الدفاع والأمن.
2. صادق أمين أبو راس – نائباً لرئيس الوزراء للشؤون الداخلية.
3. الدكتور/ يحيى محمد الشعيبي – وزيراً للخدمة المدنية والتأمينات.
4. احمد مساعد حسين – وزيراً لشؤون المغتربين.
5. خالد عبد الوهاب الشريف – وزيراً لشؤون مجلسي النواب والشورى.
6. اللواء ركن/ مطهر رشاد المصري – وزيراً للداخلية.
7. محمد صالح شملان – وزيراً للثروة السمكية.
8. امير سالم العيدروس – وزيراً للنفط والمعادن.
9. عوض سعد السقطري – وزيراً للكهرباء والطاقة.
10. عبد الرحمن محمد طرموم – وزيراً للدولة مديراً لمكتب رئيس مجلس الوزراء.